# Putscheid
Putscheid (en luxembourgeois : Pëtschent , en allemand : Pütscheid) est une localité luxembourgeoise et une commune dont elle est le chef-lieu situées dans le canton de Vianden.

## Géographie

### Localisation
La commune est délimitée à l’est par l’Our, un affluent de la Sûre, qui forme dans cette région la frontière allemande.

### Sections de la commune
- Putscheid
- Bivels
- Gralingen
- Merscheid
- Nachtmanderscheid
- Stolzembourg
- Weiler

## Histoire
Pendant le féodalisme, les localités de la commune se trouvaient dans diverses mains :
- Bivels appartenait en partie au seigneur de Falkenstein, et en partie au comte de Vianden.
- Stolzembourg et Putscheid étaient subordonnés aux seigneurs de Stolzembourg, Clervaux, Brandenbourg et Bourscheid.
- Les localités de Weiler, Nachtmanderscheid, Merscheid et Gralingen appartenaient au seigneur de Brandenbourg.

## Population et société

### Démographie
L'évolution du nombre d'habitants est connue à travers les recensements de la population effectués dans le pays depuis 1821. Les recensements décennaux de la population permettent de caler les chiffres sur la composition de la population par sexe, âge, nationalité et commune de résidence. Entre deux recensements, la population au 1er janvier de l’année {\displaystyle x} est évaluée en ajoutant à la population au 1er janvier de l’année {\displaystyle x-1} les soldes naturel (naissances {\displaystyle -} décès) et migratoire (arrivées {\displaystyle -} départs) de l'année. La même méthode est appliquée pour la répartition par âge au 1er janvier et les effectifs totaux par nationalité. Depuis le 1er septembre 2023, le Luxembourg dénombre 100 communes.
Au 1er janvier 2024, la commune comptait 1 176 habitants.
| 1821 | 1851  | 1871  | 1880  | 1890  | 1900  | 1910  | 1922 | 1930 |
| ---- | ----- | ----- | ----- | ----- | ----- | ----- | ---- | ---- |
| 780  | 1 109 | 1 350 | 1 265 | 1 151 | 1 071 | 1 053 | 990  | 948  |

| 1935 | 1947 | 1960  | 1970 | 1978 | 1979 | 1981 | 1983 | 1984 |
| ---- | ---- | ----- | ---- | ---- | ---- | ---- | ---- | ---- |
| 921  | 775  | 1 034 | 660  | 651  | 617  | 600  | 620  | 610  |

| 1985 | 1986 | 1987 | 1988 | 1989 | 1990 | 1991 | 1992 | 1993 |
| ---- | ---- | ---- | ---- | ---- | ---- | ---- | ---- | ---- |
| 620  | 620  | 610  | 620  | 619  | 628  | 657  | 668  | 702  |

| 1994 | 1995 | 1996 | 1997 | 1998 | 1999 | 2000 | 2001 | 2002 |
| ---- | ---- | ---- | ---- | ---- | ---- | ---- | ---- | ---- |
| 707  | 707  | 694  | 693  | 702  | 711  | 714  | 716  | 750  |

| 2003 | 2004 | 2005 | 2006 | 2007 | 2008 | 2009 | 2010 | 2011 |
| ---- | ---- | ---- | ---- | ---- | ---- | ---- | ---- | ---- |
| 772  | 794  | 822  | 849  | 893  | 909  | 934  | 958  | 995  |

| 2012  | 2013  | 2014  | 2015  | 2016  | 2017  | 2018  | 2019  | 2020  |
| ----- | ----- | ----- | ----- | ----- | ----- | ----- | ----- | ----- |
| 1 010 | 1 040 | 1 039 | 1 070 | 1 090 | 1 123 | 1 100 | 1 125 | 1 150 |

| 2021  | 2022  | 2023  | 2024  | - | - | - | - | - |
| ----- | ----- | ----- | ----- | - | - | - | - | - |
| 1 107 | 1 132 | 1 153 | 1 176 | - | - | - | - | - |

Le graphique qui aurait dû être présenté ici ne peut pas être affiché car il utilise l'ancienne extension Graph, désactivée pour des questions de sécurité. Des indications pour créer un nouveau graphique avec la nouvelle extension Chart sont disponibles ici.